# Leichtathletik-Europameisterschaften 2014/Hammerwurf der Frauen

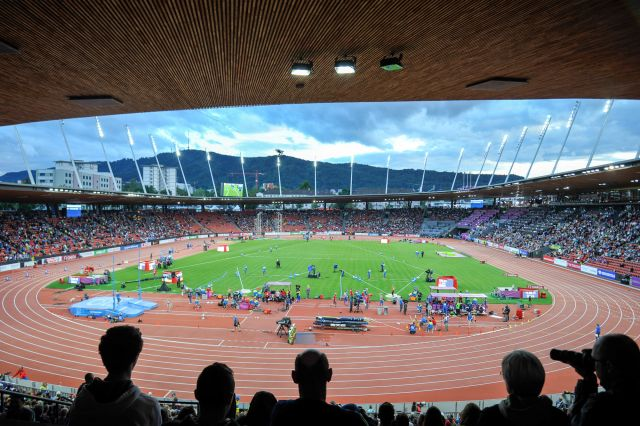
Das Letzigrund-Stadion während der Europameisterschaften 2014

Der Hammerwurf der Frauen bei den Leichtathletik-Europameisterschaften 2014 wurde am 13. und 15. August 2014 im Letzigrund-Stadion von Zürich ausgetragen.
In diesem Wettbewerb errangen die Hammerwerferinnen aus Polen mit Gold und Bronze zwei Medaillen. Europameisterin wurde die Olympiasiegerin von 2012, Weltmeisterin von 2009, Vizeweltmeisterin von 2013, Titelverteidigerin und EM-Dritte von 2010 Anita Włodarczyk. Wie vor zwei Jahren belegte die Slowakin Martina Hrašnová den zweiten Rang. Bronze ging an Joanna Fiodorow.

## Rekorde

### Bestehende Rekorde
| Weltrekord           | 79,42 m | Betty Heidler    | Halle (Saale), Deutschland | 21. Mai 2011   |
| Europarekord         | 79,42 m | Betty Heidler    | Halle (Saale), Deutschland | 21. Mai 2011   |
| Meisterschaftsrekord | 76,67 m | Tatjana Lyssenko | EM Göteborg, Schweden      | 7. August 2006 |

### Rekordverbesserung
Die polnische Europameisterin Anita Włodarczyk verbesserte den bestehenden EM-Rekord im Finale am 15. August um 2,09 m auf 78,76 m und stellte damit gleichzeitig eine neue Weltjahresbestleistung auf. Zum Welt- und Europarekord fehlten ihr 66 Zentimeter.

## Doping
In diesem Wettbewerb kam es zu einer dopingbedingten nachträglichen Disqualifikation.
Der Russin Anna Bulgakowa, hier im Finale ohne gültigen Versuch, wurden zusammen mit elf weiteren russischen Leichtathleten Verstöße gegen die Doping-Bestimmungen nachgewiesen. Sie erhielt eine insgesamt vierjährige Sperre vom 29. März 2017 bis 29. März 2021. Alle ihre Resultate vom 16. August 2013 bis 15. August 2015 wurden annulliert.
Als Leidtragende betroffen von diesem Dopingbetrug war vor allem die Belarussin Aksana Mjankowa, die als zunächst Dreizehnte in der Qualifikation ausscheiden musste, jedoch eigentlich die Berechtigung zur Finalteilnahme erworben hatte. Sie war allerdings zuvor selber als Dopingbetrügerin entlarvt worden und hatte deshalb ihre bei den Olympischen Spielen 2008 zunächst zuerkannte Goldmedaille wieder abgeben müssen.

## Legende
Kurze Übersicht zur Bedeutung der Symbolik – so üblicherweise auch in sonstigen Veröffentlichungen verwendet:
| CR  | Championshiprekord                    |
| WL  | Weltjahresbestleistung                |
| NM  | keine Weite (no mark)                 |
| ogV | ohne gültigen Versuch                 |
| DOP | wegen Dopingvergehens disqualifiziert |
| –   | verzichtet                            |
| x   | ungültig                              |

## Qualifikation
25 Wettbewerberinnen traten in zwei Gruppen zur Qualifikationsrunde an. Acht von ihnen (hellblau unterlegt) übertrafen die Qualifikationsweite für den direkten Finaleinzug von 69,50 m. Damit war die Mindestzahl von zwölf Finalteilnehmerinnen nicht erreicht. Das Finalfeld wurde mit den vier nächstplatzierten Sportlerinnen (hellgrün unterlegt) auf zwölf Werferinnen aufgefüllt. So reichten für die Finalteilnahme schließlich 67,18 m.

### Gruppe A
13. August 2014, 13:30 Uhr
| Platz | Name                | Nation      | Resultat (m) | 1. Versuch (m) | 2. Versuch (m) | 3. Versuch (m) | Anmerkung                              |
| 1     | Martina Hrašnová    | Slowakei    | 73,05        | 73,05          | –              | –              |                                        |
| 2     | Joanna Fiodorow     | Polen       | 72,33        | 72,33          | –              | –              |                                        |
| 3     | Alexandra Tavernier | Frankreich  | 70,91        | 70,91          | –              | –              |                                        |
| 4     | Betty Heidler       | Deutschland | 70,49        | 70,49          | –              | –              |                                        |
| 5     | Bianca Perie        | Rumänien    | 67,82        | 67,82          | 67,42          | x              |                                        |
| 6     | Aksana Mjankowa     | Belarus     | 66,92        | x              | 66,92          | x              | eigentlich für das Finale qualifiziert |
| 7     | Tracey Andersson    | Schweden    | 65,72        | 65,72          | x              | x              |                                        |
| 8     | Barbara Špiler      | Slowenien   | 64,48        | x              | 52,29          | 64,48          |                                        |
| 9     | Iryna Nowoschylowa  | Ukraine     | 63,78        | 63,78          | x              | x              |                                        |
| 10    | Réka Gyurátz        | Ungarn      | 62,14        | 62,14          | x              | x              |                                        |
| NM    | Berta Castells      | Spanien     | ogV          | x              | x              | x              |                                        |
| NM    | Tereza Králová      | Tschechien  | ogV          | x              | x              | x              |                                        |

In Qualifikationsgruppe A ausgeschiedene Hammerwerferinnen:

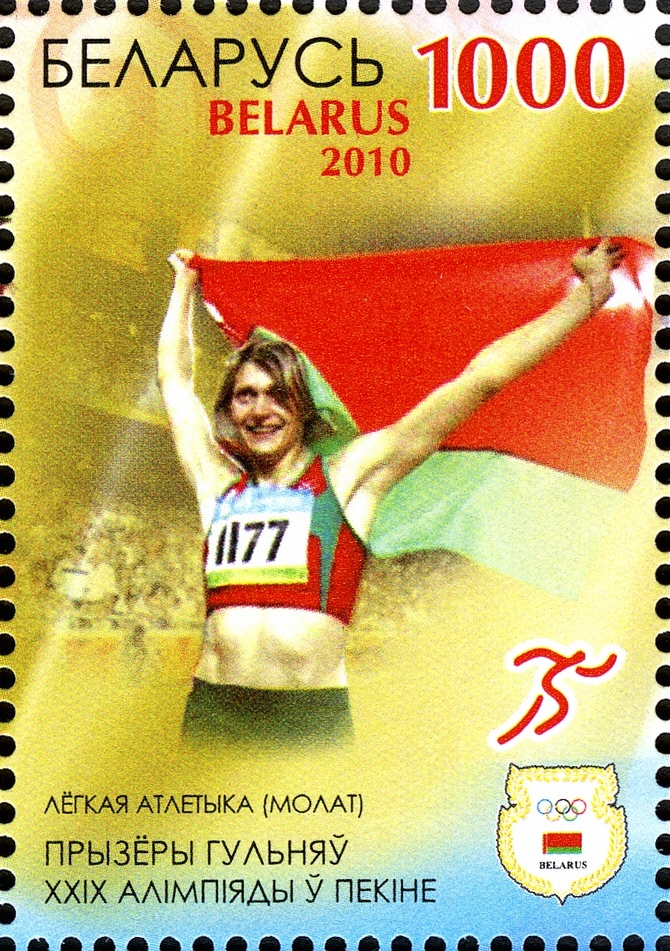
Die für einen zurückliegenden Zeitraum als Dopingbetrügerin ertappte Aksana Mjankowa[4] erreichte mit 66,92 m nicht das Finale, war allerdings hier nur durch Miankowas Dopingbetrug ausgeschieden
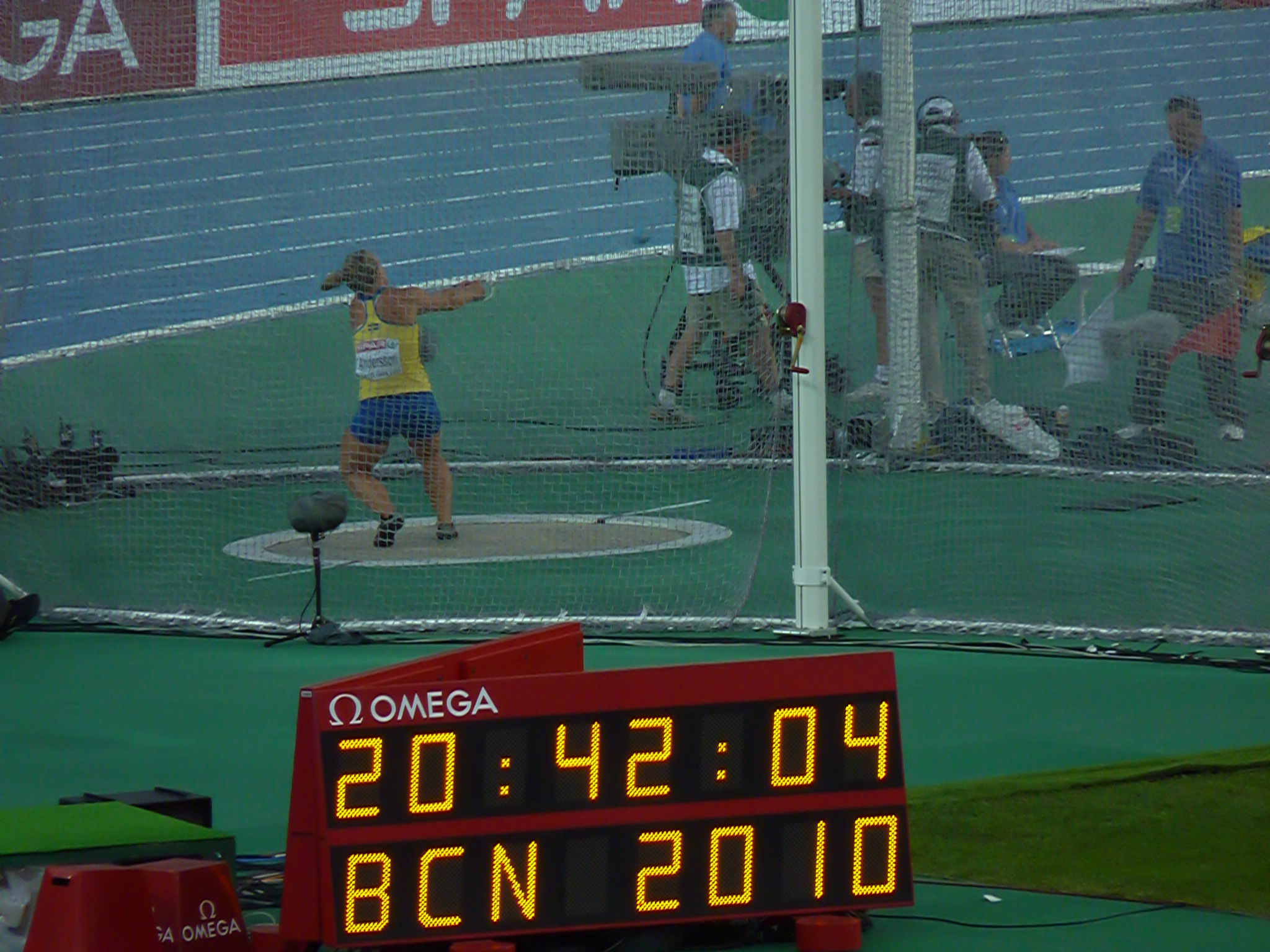
Tracey Andersson – 65,72 m
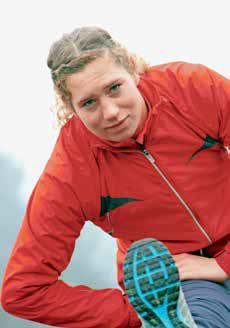
Barbara Špiler – 64,48 m
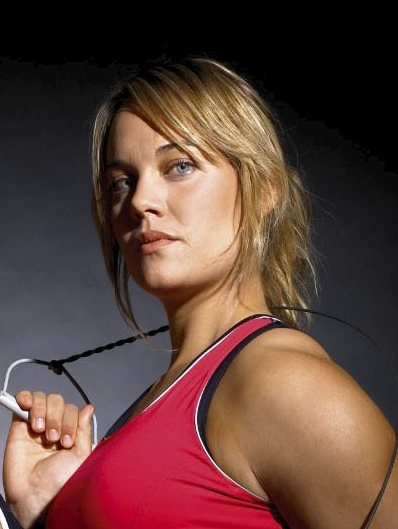
Berta Castells – ohne gültigen Versuch

### Gruppe B
13. August 2014, 14:45 Uhr
| Platz | Name                | Nation         | Resultat (m) | 1. Versuch (m) | 2. Versuch (m) | 3. Versuch (m) | Anmerkung                 |
| 1     | Anita Włodarczyk    | Polen          | 75,73        | 75,73          | –              | –              |                           |
| 2     | Éva Orbán           | Ungarn         | 70,48        | x              | x              | 70,48          |                           |
| 3     | Kathrin Klaas       | Deutschland    | 69,78        | 69,78          | –              | –              |                           |
| 4     | Carolin Paesler     | Deutschland    | 68,47        | 68,47          | 67,95          | 67,88          |                           |
| 5     | Kateřina Šafránková | Tschechien     | 67,26        | x              | 67,26          | x              |                           |
| 6     | Nikola Lomnická     | Slowakei       | 67,18        | x              | x              | 67,18          |                           |
| 7     | Fruzsina Fertig     | Ungarn         | 65,46        | x              | 65,46          | x              |                           |
| 8     | Merja Korpela       | Finnland       | 63,71        | x              | 61,80          | 63,71          |                           |
| 9     | Sophie Hitchon      | Großbritannien | 62,93        | 62,93          | x              | x              |                           |
| 10    | Ida Storm           | Schweden       | 60,82        | 60,82          | x              | x              |                           |
| 11    | Kati Ojaloo         | Estland        | 59,63        | 59,63          | 58,56          | 59,61          |                           |
| NM    | Alena Nawahrodskaja | Belarus        | ogV          | x              | x              | x              |                           |
| DOP   | Anna Bulgakowa      | Russland       | 70,58        | 65,91          | x              | 70,58          | für das Finale zugelassen |

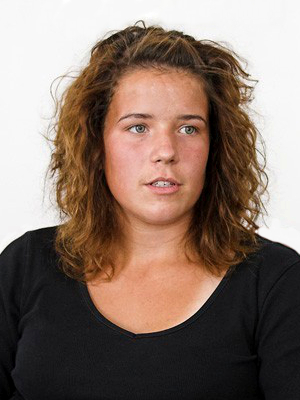
Fruzsina Fertig – ausgeschieden mit 65,46 m

Weitere in Qualifikationsgruppe B ausgeschiedene Hammerwerferinnen:

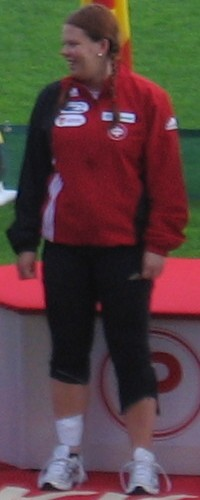
Merja Korpela – 63,71 m
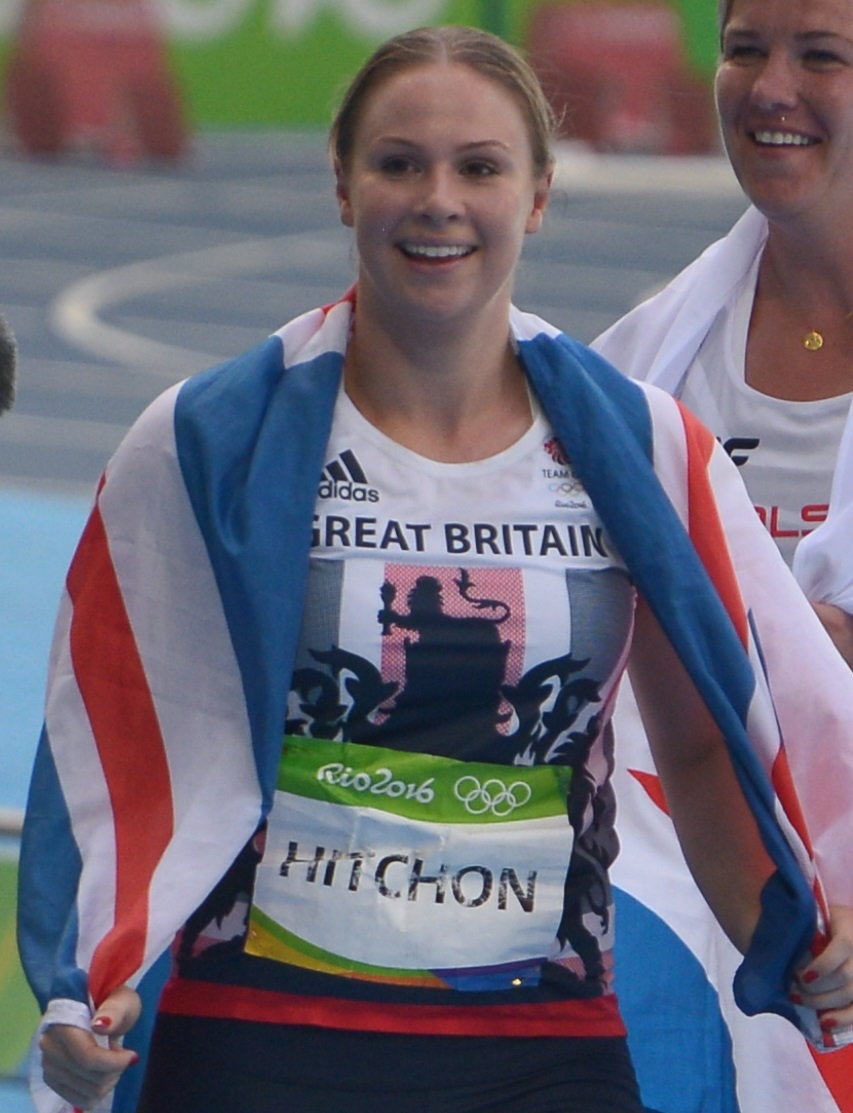
Sophie Hitchon – 62,93 m
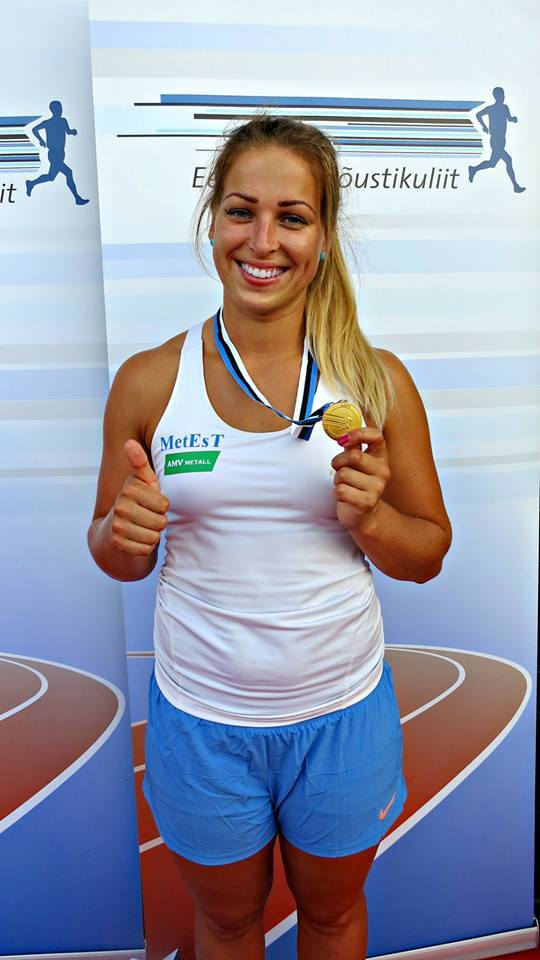
Kati Ojaloo – 59,63 m

## Finale
15. August 2014, 20:40 Uhr
| Platz | Name                | Nation      | Resultat (m) | 1. Versuch (m) | 2. Versuch (m) | 3. Versuch (m) | 4. Versuch (m)                              | 5. Versuch (m)                              | 6. Versuch (m)                              |
| 1     | Anita Włodarczyk    | Polen       | 78,76 CR/WL  | x              | x              | 75,88          | 76,18                                       | 78,76                                       | x                                           |
| 2     | Martina Hrašnová    | Slowakei    | 74,66        | 71,66          | x              | 73,03          | 69,72                                       | 74,66                                       | 73,21                                       |
| 3     | Joanna Fiodorow     | Polen       | 73,67        | 72,24          | 68,54          | 69,01          | 72,77                                       | 72,48                                       | 73,67                                       |
| 4     | Kathrin Klaas       | Deutschland | 72,89        | 70,72          | 72,89          | 71,18          | 70,71                                       | x                                           | 69,84                                       |
| 5     | Betty Heidler       | Deutschland | 72,39        | 67,65          | 70,77          | x              | 71,04                                       | 72,39                                       | 72,06                                       |
| 6     | Alexandra Tavernier | Frankreich  | 70,32        | 69,49          | 63,63          | x              | 68,17                                       | 70,32                                       | x                                           |
| 7     | Bianca Perie        | Rumänien    | 69,26        | 69,25          | 69,26          | x              | x                                           | x                                           | 68,14                                       |
| 8     | Nikola Lomnická     | Slowakei    | 67,39        | x              | 65,95          | 67,39          | x                                           | x                                           | x                                           |
| 9     | Kateřina Šafránková | Tschechien  | 64,94        | x              | 63,32          | 64,94          | nicht im Finale der besten acht Werferinnen | nicht im Finale der besten acht Werferinnen | nicht im Finale der besten acht Werferinnen |
| 10    | Carolin Paesler     | Deutschland | 61,89        | x              | x              | 61,89          | nicht im Finale der besten acht Werferinnen | nicht im Finale der besten acht Werferinnen | nicht im Finale der besten acht Werferinnen |
| NM    | Éva Orbán           | Ungarn      | 0ogV         | x              | x              | x              | nicht im Finale der besten acht Werferinnen | nicht im Finale der besten acht Werferinnen | nicht im Finale der besten acht Werferinnen |
| DOP   | Anna Bulgakowa      | Russland    | 0ogV         | x              | x              | x              |                                             |                                             |                                             |

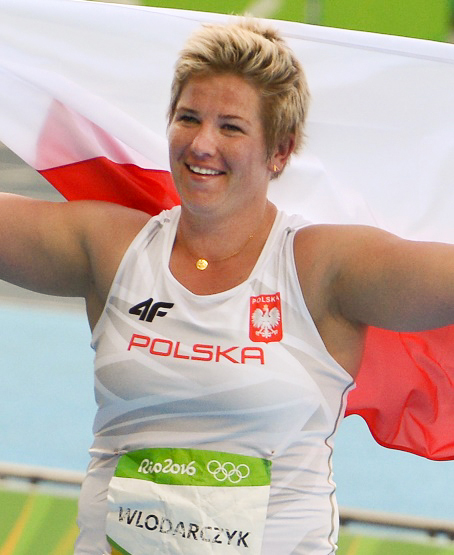
Anita Włodarczyk, 2012 Olympiasiegerin, 2009 Weltmeisterin, 2013 Vizeweltmeisterin und 2010 EM-Dritte, verteidigte ihren EM-Titel souverän
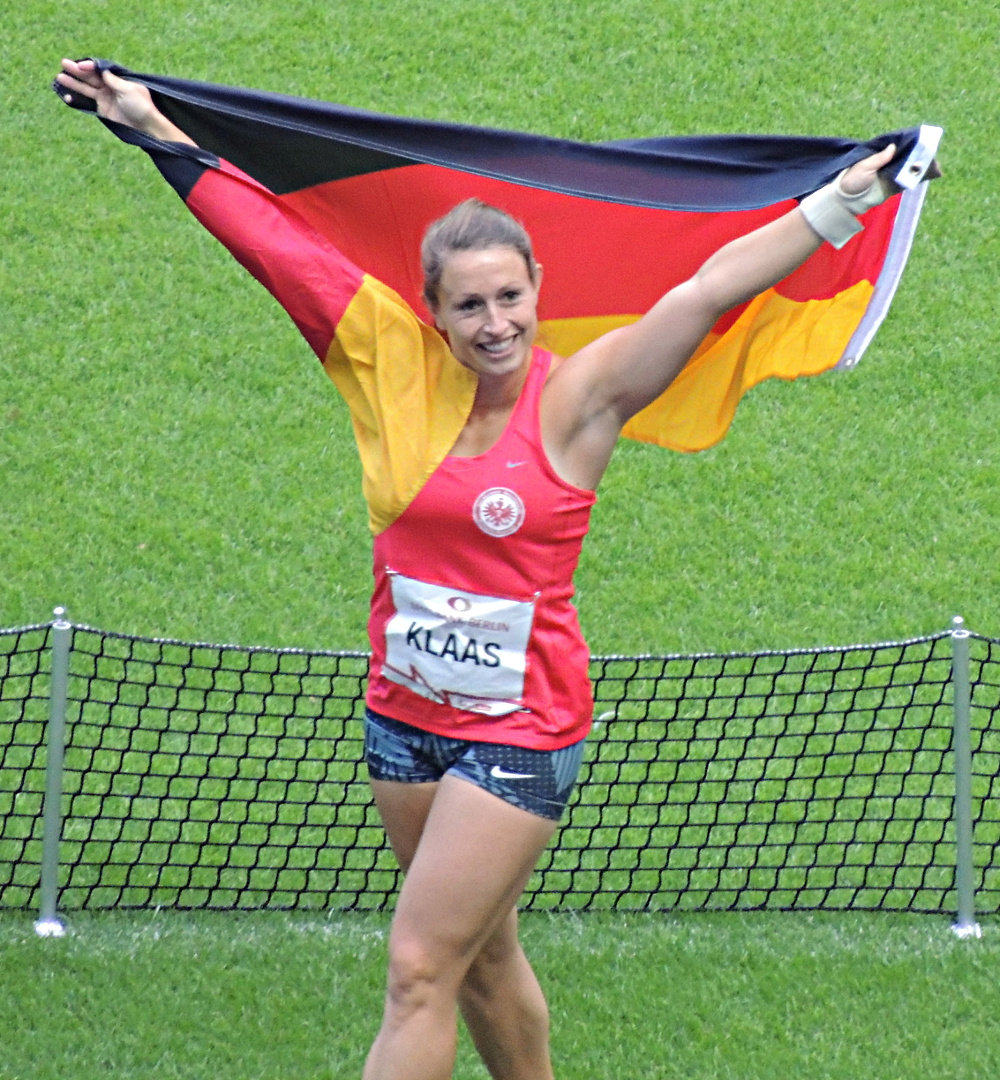
Kathrin Klaas erreichte Platz vier
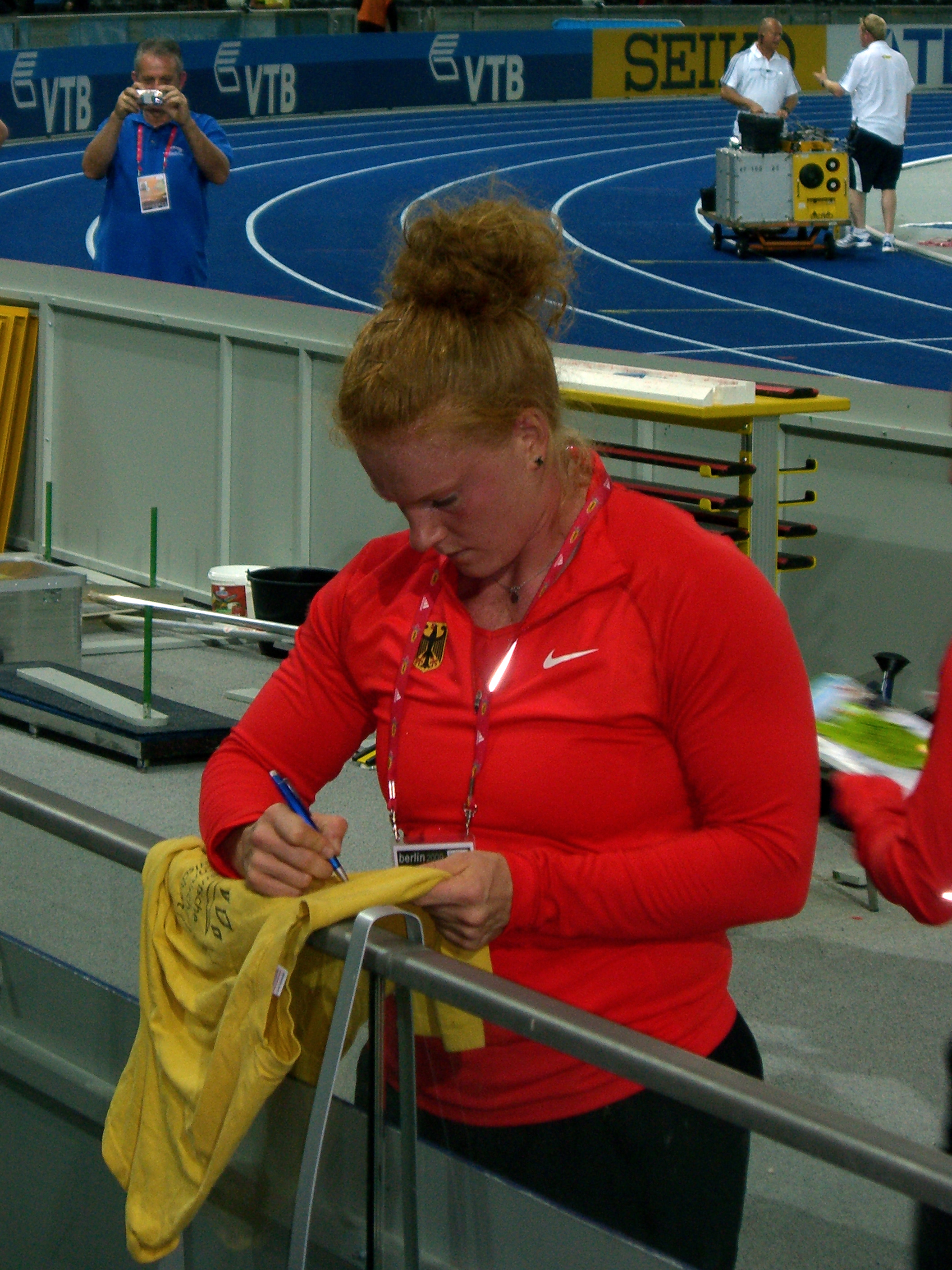
Betty Heidler, 2007 Weltmeisterin, 2009/2011 Vizeweltmeisterin, 2012 Olympiazweite, 2010 Europameisterin, belegte Rang fünf

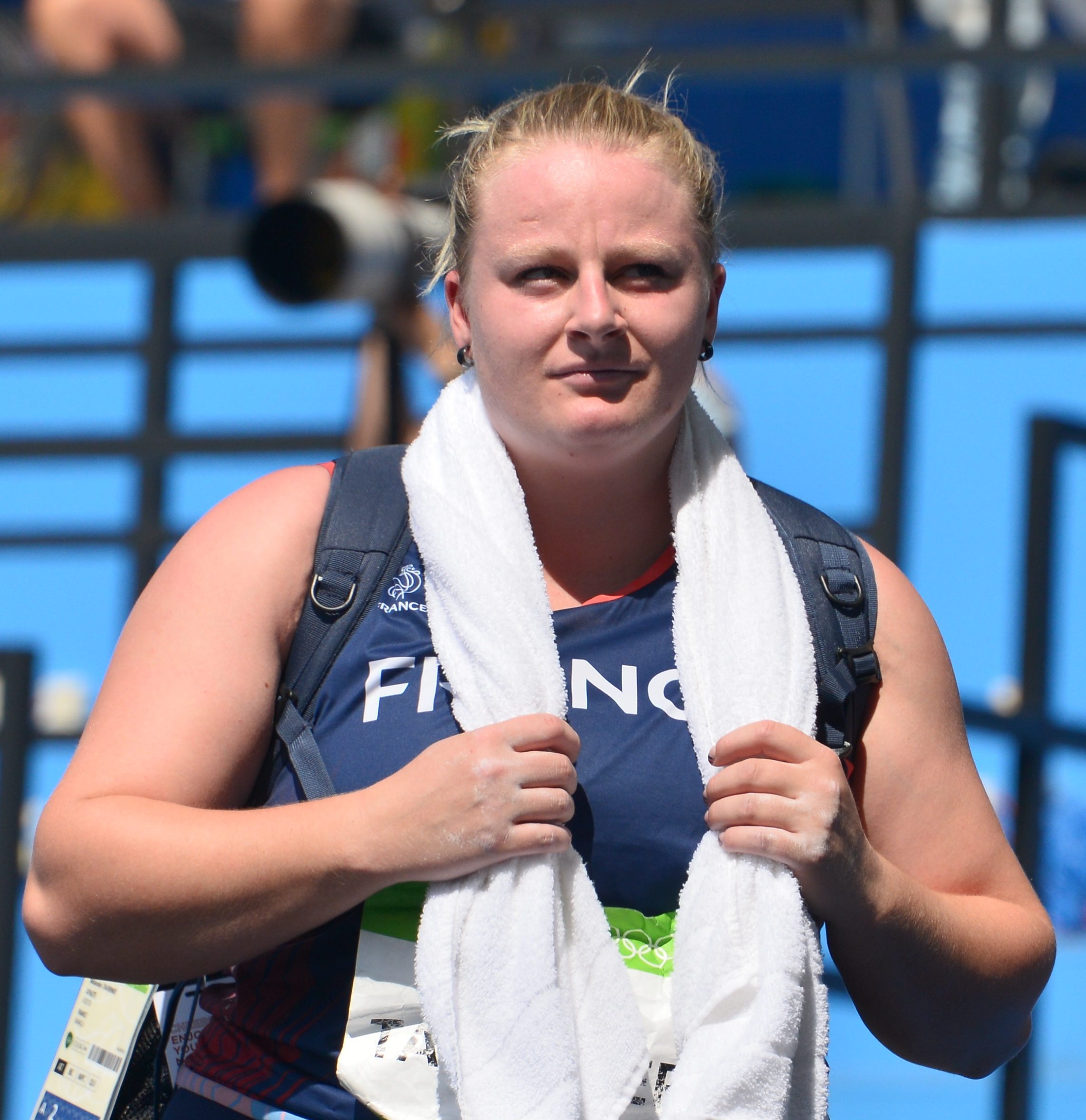
Alexandra Tavernier wurde Sechste
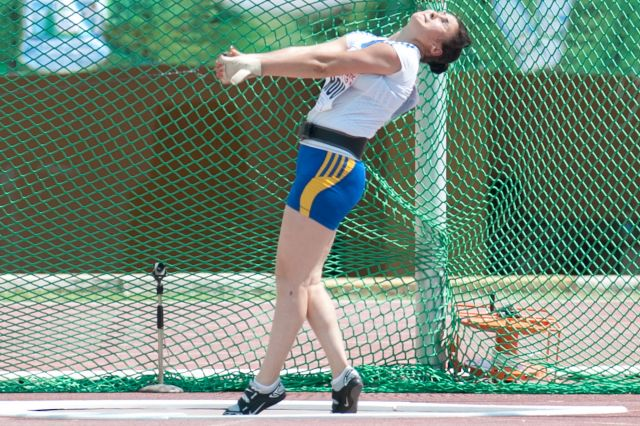
Bianca Perie kam auf den siebten Platz
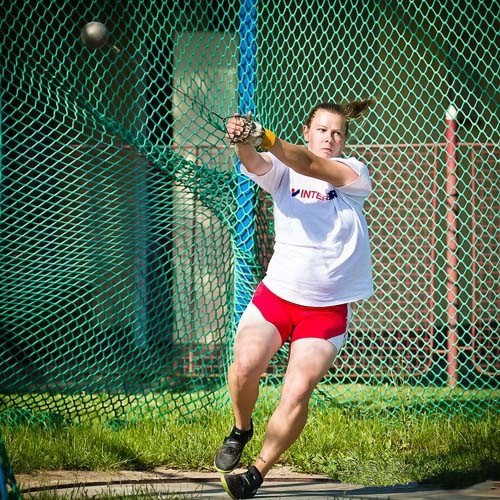
Éva Orbán blieb im Finale ohne gültigen Versuch

## Videolink
- Women´s Hammer Throw Final European Championships Zürich, Switzerland 15.8.2014, youtube.com, abgerufen am 16. März 2023